# Ma Wenge
Ma Wenge (chiń. 马文革; ur. 27 marca 1968 w Tiencinie) – chiński tenisista stołowy, brązowy medalista olimpijski z Barcelony, dwukrotny mistrz świata.
Zdobywca brązowego medalu na Letnich Igrzyskach Olimpijskich w Barcelonie (1992) w grze pojedynczej i ćwierćfinalista turnieju w grze podwójnej. Dwukrotny zwycięzca Igrzysk Azjatyckich w 1990 roku. Dwukrotny zdobywca Pucharu Świata (1989, 1992) i Pucharu Azji (1992) w grze pojedynczej.
Siedmiokrotnie zdobywał medale mistrzostw świata. Dwukrotnie był drużynowym mistrzem i wicemistrzem świata, srebrnym medalistą w deblu (1993) i brązowym w singlu (1991) i mikście (1993).